# Dentimargo cairoma
Dentimargo cairoma is een slakkensoort uit de familie van de Marginellidae. De wetenschappelijke naam van de soort is voor het eerst geldig gepubliceerd in 1924 door Brookes.